# Herrarnas 500 meter i hastighetsåkning på skridskor vid olympiska vinterspelen 1932
- 4 februari 1932

16 skridskoåkare från fyra nationer deltog. Tävlingen hölls på James C. Sheffield Speed Skating Oval i Lake Placid.

## Medaljörer
| Guld          | Silver              | Brons                 |
| Jack Shea USA | Bernt Evensen Norge | Alexander Hurd Kanada |

## Rekord
Dessa rekord gällde inför spelen.
| Världsrekord     | 42,6(*) | Clas Thunberg | St. Moritz (SUI) | 13 januari 1931  |
| Olympiskt rekord | 43,4    | Clas Thunberg | St. Moritz (SUI) | 13 februari 1928 |
|                  | 43,4    | Bernt Evensen | St. Moritz (SUI) | 13 februari 1928 |

(*) Rekordet naterat på höghöjdsbana (minst 1 000 meter över havet) och på naturis.

## Resultat

### Semifinaler
Semifinal 1
| Placering | Idrottare            | Tid  | Noteringar |
| --------- | -------------------- | ---- | ---------- |
| 1         | Frank Stack (CAN)    | 44,3 | Q          |
| 2         | Jack Shea (USA)      |      | Q          |
| 3         | Shozo Ishihara (JPN) |      |            |
| 4         | Erling Lindboe (NOR) |      |            |
| 5         | Yasuo Kawamura (JPN) |      |            |

Semifinal 2
| Placering | Idrottare               | Tid  | Noteringar |
| --------- | ----------------------- | ---- | ---------- |
| 1         | Bernt Evensen (NOR)     | 45,3 | Q          |
| 2         | Willy Logan (CAN)       |      | Q          |
| 3         | Raymond Murray (USA)    |      |            |
| 4         | Tokuo Kitani (JPN)      |      |            |
| 5         | Leopold Sylvestre (CAN) |      |            |

Semifinal 3
| Placering | Idrottare               | Tid  | Noteringar |
| --------- | ----------------------- | ---- | ---------- |
| 1         | Alexander Hurd (CAN)    | 44,9 | Q          |
| 2         | John Farrell (USA)      |      | Q          |
| 3         | Allan Potts (USA)       |      |            |
| 4         | Haakon Pedersen (NOR)   |      |            |
| 5         | Hans Engnestangen (NOR) |      |            |
| 6         | Tomeju Uruma (JPN)      |      |            |

### Final
| Placering | Idrottare            | Tid       |
| --------- | -------------------- | --------- |
| 1         | Jack Shea (USA)      | 43,4      |
| 2         | Bernt Evensen (NOR)  | 5 m bakom |
| 3         | Alexander Hurd (CAN) | 8 m bakom |
| 4         | Frank Stack (CAN)    |           |
| 5         | Willy Logan (CAN)    |           |
| 6         | John Farrell (USA)   |           |